# Столовичи
Столо́вичи — агрогородок в Барановичском районе Брестской области Республики Беларусь. Центр Столовичского сельсовета.
Расположен в 6 км севернее города Барановичи, считая от ближайшей точки города. Население — 702 человека (2019).

## История
Один из древнейших населённых пунктов района. Упоминался чаще всего как Стволовичи. С XIV века городок. Изначально являлся собственностью Великого Княжества литовского, потом принадлежал Немиру Разановичу (XV век), с XVI века Николаю Радзивиллу Сиротке, который построил здесь деревянную часовню. Его сын стал послушником в Мальтийском ордене и в 1609 году открыл в Столовичах командорию этого ордена (существовала она до времен последнего короля Речь Посполитой и великого князя С. Понятовского). Тогда был здесь построен деревянный костёл. В 1639 году на его месте была возведена каменная часовня, а в 1736 году — основан каменный костёл, строительство которого закончилось в 1743 году В 1771 году в бою под Столовичами российские войска под командованием А. В. Суворова разгромили отряды Речи Посполитой, которые возглавлял великий гетман ВКЛ М. К. Огинский.
После 2-го раздела Речи Посполитой (1793) Столовичи вошли в состав Российской империи как городок, центр волости Новогрудского пов. Слонимской, с 1797 года Литовской, с 1801 года Гродненской, с 1842 года Минской губерний. Работали здесь почта, корчма, стоял военный гарнизон. В 1814—1815 годах в военной части служил будущий декабрист К. Ф. Рылеев. В 1867 году было в городке 102 дома, 523 жителей, работали народное училище, костёл, церковь, происходили 2 раза в год кирмаши (ярмарки). В 1868 году костёл был переделан в православную церковь, в 1879 году её приход насчитывал около 3000 верующих (грамотных было только 10 %). Церковь имела около 130 дес. земли, в том числе 75 дес. засеянной. Согласно переписи 1897 года 123 двора, 150 жилых домов, напротив училища, 13 крам (лавок), церковь, своё правление, происходили 2 кирмаша в год. в 1900 году — до 100 дворов, около 1000 жителей, своё правление, нар. училище, 3 мельницы, 2 церкви, 2 дома молитвы, корчма, несколько крам.
В начале XX века в городке было 95 дворов, 858 жителей. Рядом находилось поместье Столовичи — 1 двор, 25 жителей. С 1921 года в составе Польши, городок — центр гмины Барановичского пов. Новогрудского воев. 116 домов, 678 жителей. Рядом находился фольварк: 3 дома, 37 жителей. С 1939 года в составе БССР, 876 жителей. с 12 октября 1940 года центр сельского Новомышского р-на Барановичской, с 8 января 1954 года Брестской обл., с 8 июля 1957 года Барановичского р-на. В период Великой Отечественной войны с конца июня 1941 года по 8 июля 1944 года деревня была оккупирована фашистами. На фронтах погибло 12 жителей деревни. Согласно переписи 1959 года — 607, 1970 года — 765 жителей. В 1998 году — 232 двора, 699 жителей, выконком (исполком) сельсовета, механическая мастерская, ветеринарный участок, мельница, Дом быта, столовая, клуб, б-ка, врачебный амбулаторий, аптека, отделение связи, телеграф, станция, ясли-сад, 3 магазина.
Имеется СПК (сельхозкооператив), детский сад, отделение связи, отделение «Беларусбанка», дом культуры, библиотека, ФАП, магазины (промтоваров и продовольственный), столовая. До 1953 года в Столовичах существовала школа, которая затем была переведена в соседний населённый пункт, посёлок Октябрьский, находящийся в 1,5 км южнее. Название школы при этом осталось прежним, Столовичская средняя школа, что часто приводит к появлению ошибочной информации о современном местонахождении школы.

## Население
| Численность населения (по переписи) | Численность населения (по переписи) | Численность населения (по переписи) | Численность населения (по переписи) | Численность населения (по переписи) | Численность населения (по переписи) | Численность населения (по переписи) |
| 1921                                | 1939                                | 1959                                | 1970                                | 1999                                | 2009                                | 2019                                |
| ----------------------------------- | ----------------------------------- | ----------------------------------- | ----------------------------------- | ----------------------------------- | ----------------------------------- | ----------------------------------- |
| 678                                 | ↗876                                | ↘607                                | ↗765                                | ↘662                                | ↗758                                | ↘702                                |

## Достопримечательности
- Братская могила советских воинов и партизан. Похоронены 17 воинов и партизан (13 известны, 4 неизвестны)[1], погибших в 1944 году в боях с немецкими войсками. В 1966 году установлен обелиск и две плиты с именами 68 односельчан, погибших в годы Великой Отечественной войны.
- Церковь Святого Иоанна Крестителя. Памятник архитектуры виленского барокко.
- Костёл Сердца Иисуса конца XIX — начала XX веков. Памятник архитектуры неоготики[4].

## Столовичская школа
В послевоенные годы (1940-е — начало 1950-х) в деревне Столовичи существовала школа. В 1953 году недалеко от деревни началось строительство первых зданий поселка Октябрьский. Одним из первых в поселке было построено и здание школы. Сюда, в новое здание, и перевели Столовичскую школу. Некоторые энтузиасты ведут отсчет истории школы от существовавшего в Столовичах во второй половине 19-го века народного училища.
В 1998 году рядом со зданием 1953 года было построено новое, более просторное и современное. Здания соединили переходом на уровне 2-го этажа. Большинство уроков стало проводиться в новом здании, старое же использовалось как вспомогательное — для работы кружков, музыкальной школы и т. д. Однако здание стало быстро приходить в негодность, и в настоящее время признано аварийным. Достаточно быстро идет разрушение старого здания. Рядом со школой находится остановка «Октябрьский» общественного транспорта.
- Столовичская школа
- Школа в Октябрьском. Здание 1998 г. постройки
- Школа в Октябрьском. Здание 1998 г. постройки
- Школа в Октябрьском. Здание 1953 г. постройки